# Stulpenstiefel

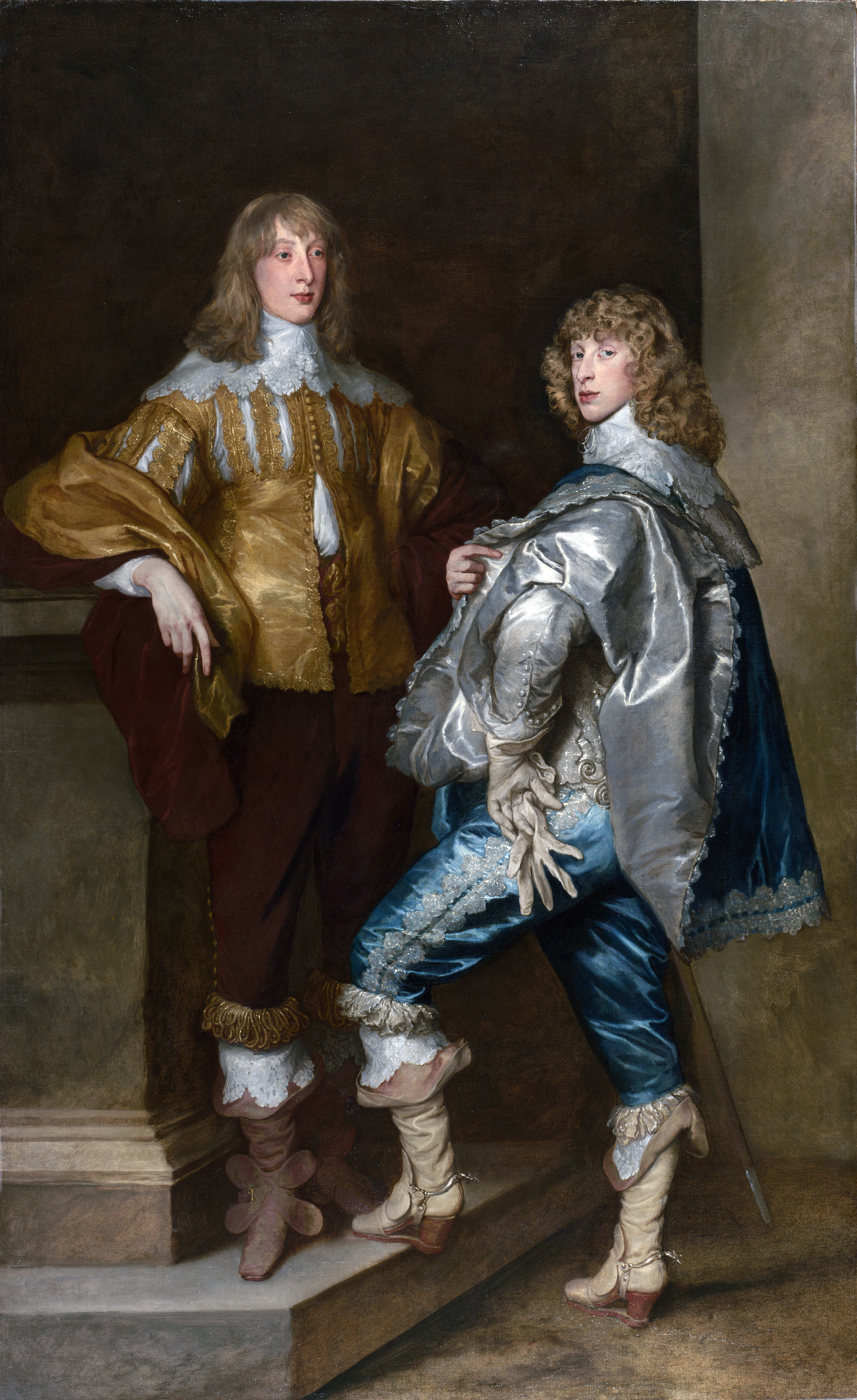
Kavaliere in eleganten Stulpenstiefeln, 1638

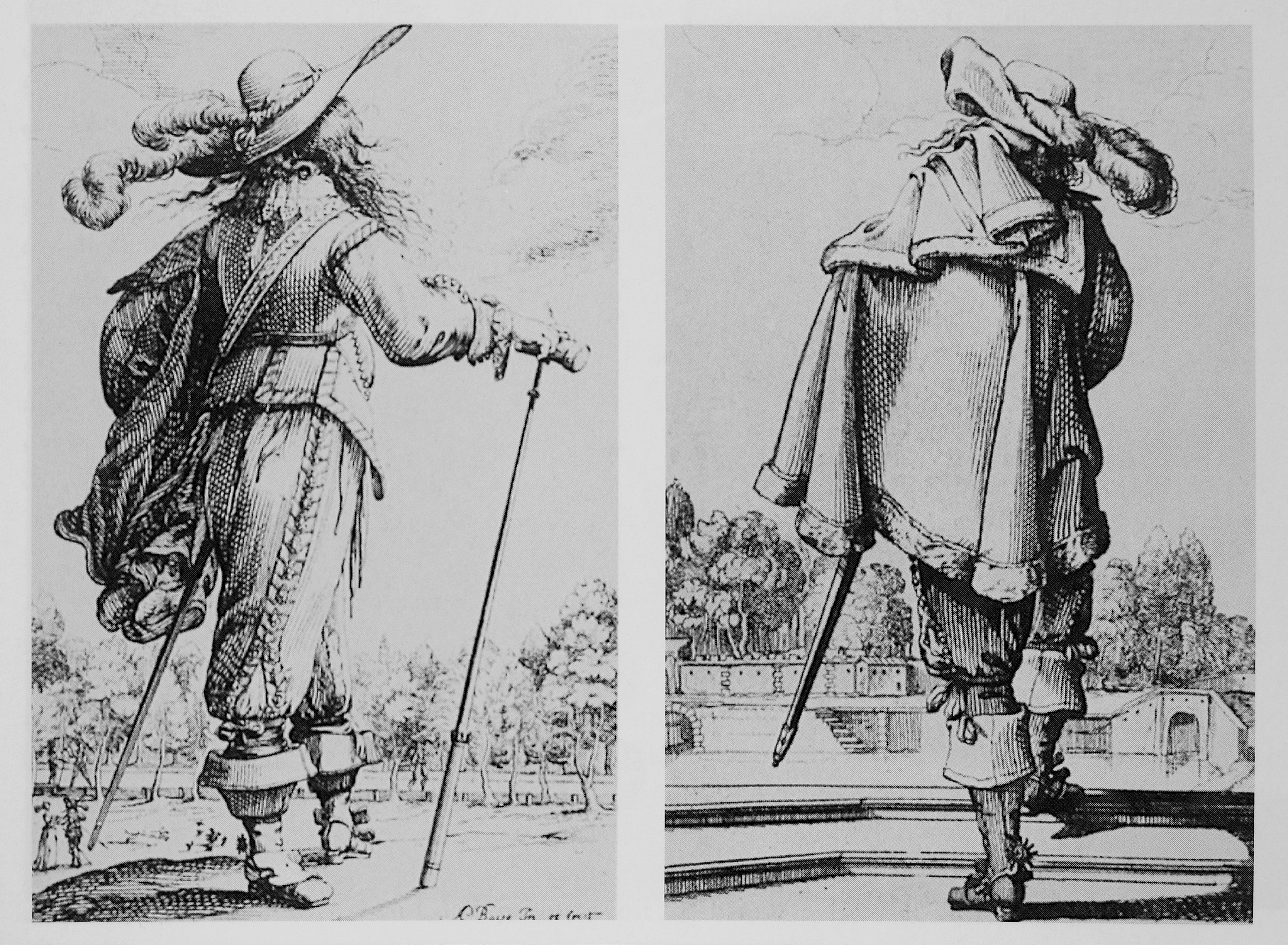
Französische Kavaliere mit Schlapphut, Wams und Stulpenstiefeln, 1629

Ein Stulpenstiefel ist ein die Wade bedeckendes Schuhwerk mit breiten Umschlägen, den Stulpen. Diese im 17. Jahrhundert getragene Stiefelform entwickelte sich wie die Becherstiefel aus den langen, Ledersen genannten Stiefeln der Landsknechtstracht des 16. Jahrhunderts, die am Gürtel befestigt und auch heruntergeklappt als unförmige Stulpen getragen wurden.
In der ersten Zeit des Dreißigjährigen Krieges war die Becherform bestimmend. Bis zur Jahrhundertmitte wurden die Stiefel jedoch immer niedriger und nahmen recht elegante Formen an. Zusammen mit den mit Spitzenmanschetten verzierten und so die weiten Stulpen füllenden Rändern der Strümpfe wurden sie schließlich zum Gegenstand des Luxus. Damit einher ging die zunehmende modische Bedeutung der seit dem Ende des 16. Jahrhunderts bekannten Absätze.

## Heute

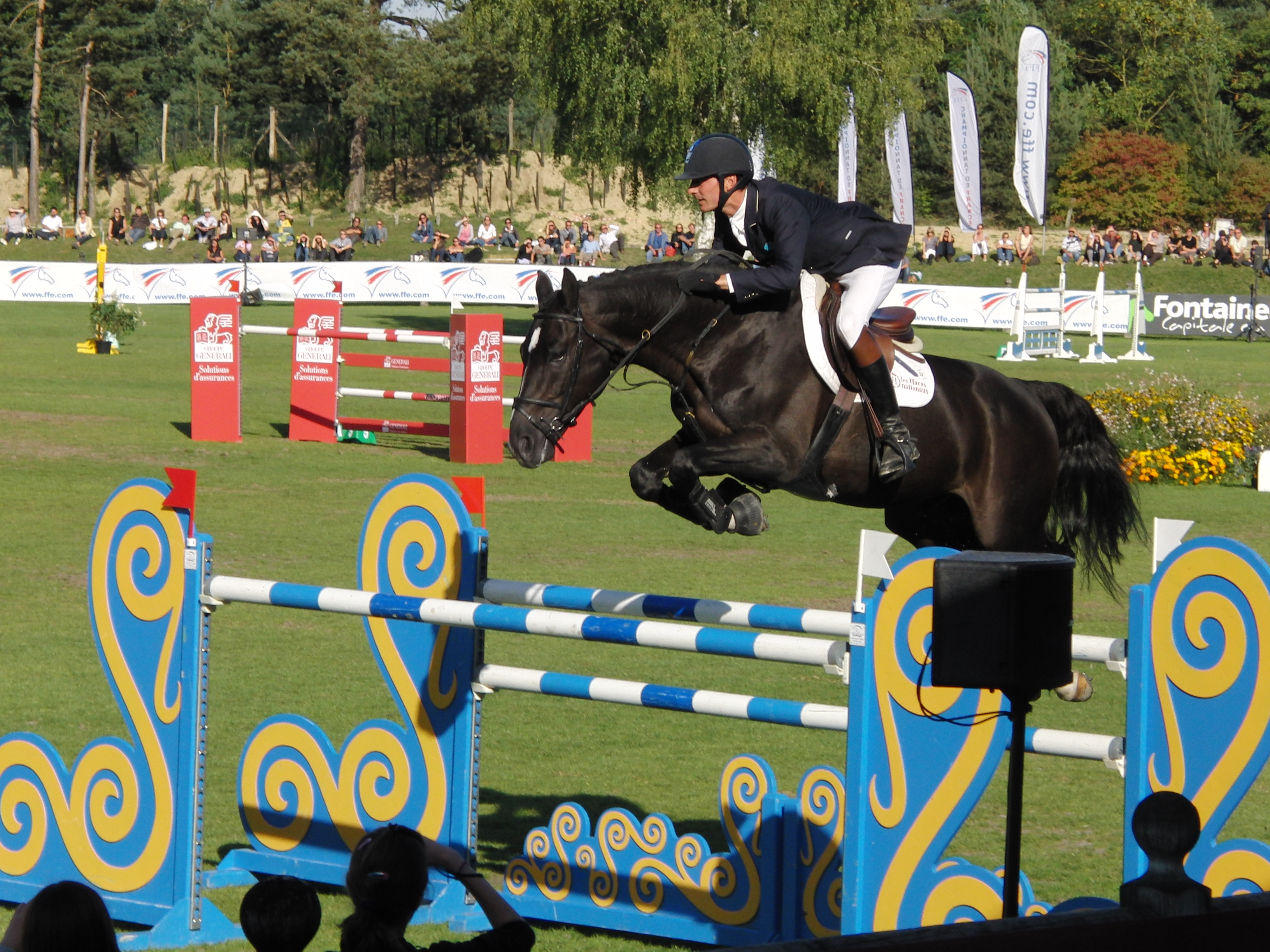
Springreiter mit Stulpenstiefeln, 2010

Beim Springen und beim Jagdreiten werden häufig Stiefel mit angenähten Stulpen getragen. Männer tragen meist Reitstiefel mit farblich abgesetzten braunen Stulpen, Frauen dagegen Stiefel mit gleichfarbigen Stulpen.